# Kristina Gadschiewová
Kristina Gadschiewová (* 3. července 1984) je německá atletka, reprezentantka ve skoku o tyči.
První mezinárodní úspěch zaznamenala na světové letní univerziádě v Bangkoku v roce 2007, kde získala za výkon 440 cm stříbrnou medaili. Stejnou výšku překonala také Ruska Alexandra Kirjašovová, která však měla lepší technický zápis a získala zlato.
V roce 2009 skončila na halovém ME v Turíně na pátém místě. Ve stejném roce vybojovala bronzovou medaili na letní univerziádě v Bělehradu a na světovém šampionátu v Berlíně skončila ve finále na desátém místě. Na halovém MS 2010 v katarském Dauhá obsadila sedmé místo.

## Osobní rekordy
- hala – 466 cm – 18. únor 2011, Postupim
- venku – 460 cm – 30. červen 2010, Reims